# 涼宮ハルヒの激奏
『涼宮ハルヒの激奏』（すずみやハルヒのげきそう）は、2007年3月18日に大宮ソニックシティにて開催されたテレビアニメ『涼宮ハルヒの憂鬱』のライブイベント。同年7月27日には本イベントの模様を収めたDVD「涼宮ハルヒの激奏」が発売された。
2010年11月26日に発売された『涼宮ハルヒの憂鬱ブルーレイコンプリートBOX』に収録されている。また、2016年12月18日に発売された『涼宮ハルヒの大成 Super Blu-ray BOX』にも収録された。

## 出演者

### 歌手
- 平野綾（涼宮ハルヒ役）
- 杉田智和（キョン役）
- 茅原実里（長門有希役）
- 後藤邑子（朝比奈みくる役）
- 小野大輔（古泉一樹役）
- 松岡由貴（鶴屋さん役）
- 桑谷夏子（朝倉涼子役）
- あおきさやか（キョンの妹役）
- 白鳥由里（喜緑江美里役）

### 司会
- 白石稔（谷口役）

### アシスタント
- 松元恵（国木田役）

### ゲスト
- 石原立也
- 池田晶子

## DVD収録内容

### Disc1
- イベントパート

1. オープニング～出演者紹介
2. 涼宮ハルヒの憂鬱名場面集
3. 涼宮ハルヒの寸劇

### Disc2
- ライブパート

1. 恋のミクル伝説
歌：後藤邑子
2. 冒険でしょでしょ?
歌：平野綾
3. 風読みリボン
歌：平野綾
4. 雪、無音、窓辺にて。
歌：茅原実里
5. SELECT？
歌：茅原実里
6. パラレルDays
歌：平野綾
7. 見つけてHappy Life
歌：後藤邑子
8. 青春いいじゃないかっ
歌：松岡由貴
9. COOL EDITION
歌：桑谷夏子
10. God Knows...
歌：平野綾
11. Lost my music
歌：平野綾
12. まっがーれ↓スペクタクル
歌：小野大輔
13. 倦怠ライフ･リターンズ！
歌：杉田智和、コーラス：平野綾
14. 最強パレパレード
歌：平野綾、茅原実里、後藤邑子
15. うぇるかむUNKNOWN
歌：平野綾、茅原実里、後藤邑子
16. ハレ晴レユカイ
歌：平野綾、茅原実里、後藤邑子
17. アンコール（ハレ晴レユカイ）
歌：平野綾、茅原実里、後藤邑子、杉田智和、小野大輔
18. エンディング
出演者全員
19. エピローグ

### 映像・音声特典
- テレビ版次回予告（『孤島症候群（前編）』、『射手座の日』）
- 会場内カゲアナ（鶴屋さん、朝比奈みくる、キョン、古泉一樹、長門有希、涼宮ハルヒ）